# Gimnàstica als Jocs Olímpics d'Estiu del 2000

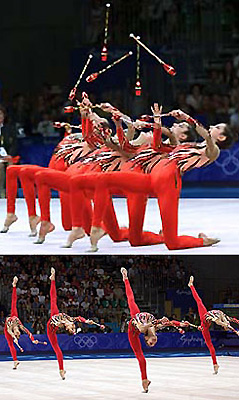
Imatge de la selecció grega de gimnàstica rítmica, guanyadora de la medalla de bronze per equips.

Als Jocs Olímpics d'Estiu del 2000 celebrats a la ciutat de Sydney (Austràlia) es disputaren 18 proves de gimnàstica, 14 en gimnàstica artística (vuit proves en categoria masculina i sis en categoria femenina), 2 en gimnàstica rítmica (ambdues en categoria femenina) i 2 en trampolí (una en categoria masculina i una altra en femenina), sent la primera vegada que aquesta disciplina formava part del programa olímpic.

## Problemàtica
El concurs complet individual femení es va veure entelat per dos escàndols. Inicialment l'aparell de salt sobre cavall fou fixat incorrectament, provocant la caiguda i lesió d'algunes participants (com en el cas de Viktoria Karpenko, primera fins aquell moment en la prova). L'aparell fou ajustat durant la tercera rotació i les gimnastes que havien realitzat el salt anteriorment pogueren tornar a realitzar-lo en finalitzar la competició regular.
Així mateix la romanesa Andreea Raducan, medallista d'or en la prova, fou desqualificada posteriorment en donar positiu en la prova antidopatge realitzada per consum de seudoefedrina. Aquesta substància fou retirada l'any 2004 de la llista prohibida per part del Comitè Olímpic Internacional (COI), provocant la petició de Raducan de la restitició de la seva medalla, fet que no fou acceptat pel COI.

## Resum de medalles

### Gimnàstica artística
Hi participaren un total de 194 gimnastes, entre ells 97 homes i 97 dones, de 43 comitès nacionals diferents. La competició es dugué a terme entre els dies 16 i 25 de setembre del 2000 a les instal·lacions del Sydney SuperDome.

#### Categoria masculina
| Prova                              | Or                                                                                         | Argent | Bronze |
| Concurs complet individual Detalls | Aleksei Némov                                                                              | Yang Wei | Oleksandr Beresh                                                                                              |
| Concurs complet per equips Detalls | R.P. de la XinaYang Wei · Zheng Lihui · Li Xiaopeng · Xing Aowei · Huang Xu · Xiao Junfeng | UcraïnaOleksandr Beresh · Oleksandr Svetlichny · Roman Zozulia · Valery Goncharov · Valery Pereshkura · Ruslan Mezentsev | RússiaAleksei Némov · Maksim Alyoshin · Alexei Bondarenko · Nikolai Kryukov · Evgeny Podgorny · Dmitry Drevin |
| Exercici de terra Detalls          | Igors Vihrovs                                                                              | Aleksei Némov | Jordan Jovtchev                                                                                               |
| Barra fixa Detalls                 | Aleksei Némov                                                                              | Benjamin Varonian | Lee Joo-Hyung                                                                                                 |
| Barres paral·leles Detalls         | Li Xiaopeng                                                                                | Lee Joo-Hyung | Aleksei Némov                                                                                                 |
| Cavall amb arcs Detalls            | Marius Urzică                                                                              | Eric Poujade | Aleksei Némov                                                                                                 |
| Anelles Detalls                    | Szilveszter Csollany                                                                       | Dimosthenis Tampakos | Jordan Jovtchev                                                                                               |
| Salt sobre cavall Detalls          | Gervasi Deferr                                                                             | Alexei Bondarenko | Leszek Blanik                                                                                                 |

#### Categoria femenina
| Prova                              | Or | Argent | Bronze |
| Concurs complet individual Detalls | Simona Amanar                                                                                               | Maria Olaru | Liu Xuan                                                                                                  |
| Concurs complet per equips Detalls | RomaniaAndreea Raducan · Maria Olaru · Simona Amanar · Loredana Boboc · Andreea Isarescu · Claudia Presacan | RússiaElena Produnova · Svetlana Khorkina · Ekaterina Lobazniouk · Elena Zamolodchikova · Anastasia Kolesnikova · Anna Chepeleva | Estats UnitsAmy Chow · Jamie Dantzscher · Dominique Dawes · Kristen Maloney · Elise Ray · Tasha Schwikert |
| Exercici de terra Detalls          | Elena Zamolodchikova                                                                                        | Svetlana Khorkina | Simona Amanar                                                                                             |
| Barra d'equilibris Detalls         | Liu Xuan | Ekaterina Lobazniouk | Elena Produnova                                                                                           |
| Barres asimètriques Detalls        | Svetlana Khorkina                                                                                           | Ling Jie | Yang Yun                                                                                                  |
| Salt sobre cavall Detalls          | Elena Zamolodchikova                                                                                        | Andreea Raducan | Ekaterina Lobazniouk                                                                                      |

### Gimnàstica rítmica
La competició es dugué a terme entre els dies 28 de setembre i l'1 d'octubre del 2000 a les instal·lacions del The Dome.
Hi participaren un total de 84 gimnastes de 20 comitès nacionals diferents.
| Prova                              | Or | Argent                                                                                                  | Bronze |
| Concurs complet individual Detalls | Yulia Barsukova                                                                                               | Yulia Raskina                                                                                           | Alina Kabàieva |
| Concurs complet per equip Detalls  | Rússia Irina Belova · Yelena Chalamova · Natalia Lavrova · Mariya Netesova · Vyera Shimanskaya · Irina Zilber | Belarús Tatyana Ananko · Tatyana Belan · Anna Glazkova · Irina Ilyenkova · Maria Lazuk · Olga Puzhevich | Grècia Eirini Aindili · Evangelia Christodoulou · Maria Georgatou · Zacharoula Karyami · Charikleia Pantazi · Anna Pollatou |

### Trampolí
Aquesta fou la primera vegada que aquest esport competí en els Jocs Olímpics, i la competició es dugué a terme el dia 22 de setembre del 2000 a les instal·lacions del The Dome.
Hi participaren un total de 24 gimnastes, 12 homes i 12 dones, de 16 comitès nacionals diferents.

#### Categoria masculina
| Prova            | Or                   | Argent     | Bronze          |
| Trampolí Detalls | Alexander Moskalenko | Ji Wallace | Mathieu Turgeon |

#### Categoria femenina
| Prova            | Or              | Argent            | Bronze         |
| Trampolí Detalls | Irina Karavaeva | Oksana Tsyhulyeva | Karen Cockburn |

## Medaller
| Pos.  | País            | Or | Plata | Bronze | Total |
| 1     | Rússia          | 9  | 5     | 6      | 20    |
| 2     | R.P. de la Xina | 3  | 2     | 2      | 7     |
| 3     | Romania         | 3  | 2     | 1      | 6     |
| 4     | Espanya         | 1  | 0     | 0      | 1     |
| 4     | Hongria         | 1  | 0     | 0      | 1     |
| 4     | Letònia         | 1  | 0     | 0      | 1     |
| 7     | Ucraïna         | 0  | 2     | 1      | 3     |
| 8     | Belarús         | 0  | 2     | 0      | 2     |
| 8     | França          | 0  | 2     | 0      | 2     |
| 10    | Corea del Sud   | 0  | 1     | 1      | 2     |
| 10    | Grècia          | 0  | 1     | 1      | 2     |
| 12    | Austràlia       | 0  | 1     | 0      | 1     |
| 13    | Bulgària        | 0  | 0     | 2      | 2     |
| 13    | Canadà          | 0  | 0     | 2      | 2     |
| 15    | Estats Units    | 0  | 0     | 1      | 1     |
| 15    | Polònia         | 0  | 0     | 1      | 1     |
| Total | Total           | 18 | 18    | 18     | 54    |